# Usanas
Usanas (em grego clássico: Ουσανας; romaniz.: Ousanas; governou no início do século IV, aproximadamente de 320 a 333) foi um rei de Axum na África Oriental (onde hoje se localiza a Etiópia e a Eritreia). Sucedeu Uazeba I no trono. Usanas também era conhecido pelo titulo bisi gisene. 
Munro-Hay acredita que foi durante o reinado de Usanas que Frumêncio (que na tradição da igreja etíope adquiriu o nome de abuna Selama Quesate Berã - Pai da Paz, Revelador da Luz -  tornou-se assim o primeiro bispo da Etiópia, consagrado pelo Patriarca de Alexandria)   e seu irmão Edésio foram convidados a virem para Axum. Na tradição etíope, esse rei foi chamado de Ela Alada ou Ela Amida.  Ela Amida seria então seu nome de trono, embora Usanas seja o nome que aparece em suas moedas. Se esta identificação estiver correta, então foi durante o reinado de seu filho Ezana que o cristianismo foi introduzido em Axum e nos territórios circunvizinhos.  . 
W.R.O. Hahn, em um estudo publicado em 1983, identifica Sembrutes, que é conhecido apenas a partir de uma inscrição encontrada em Daqui Maari, na moderna Eritreia, com Usanas. Se esta suposição estiver correta, isso daria a Usanas um reinado de pelo menos 27 anos. 
Moedas com o nome dessa monarca foram encontradas no final da década de 1990 em sítios arqueológicos na Índia. 